# حميد كابلان
حميد كابلان (بالتركية: Hamit Kaplan) هو مصارع هاوي تركي، ولد في 20 سبتمبر 1934 في Hamamözü ‏ في تركيا، وتوفي في 5 يناير 1976 في جوروم في تركيا بسبب حادث مرور.

## وصلات خارجية
- حميد كابلان على موقع قاعدة بيانات المصارعة الدولية (الإنجليزية)
- حميد كابلان على موقع أوليمبيديا (الإنجليزية)